# Froid (Montana)
Pour les articles homonymes, voir Froid (homonymie).
Froid est une petite ville de 195 habitants (en l'année 2000) située dans le comté de Roosevelt, dans le nord-est du Montana, aux États-Unis. Nommée « Froid » par des explorateurs français dans les années 1600. 
Connue pour sa production bovine abondante, Froid a le deuxième plus grand nombre de fermes de bœufs en Amérique du Nord, juste après Calgary[réf. nécessaire].